# Bets Gootjes
Elisabeth (Bets) Gootjes-den Hartigh (Heerhugowaard, 25 mei 1906 - Grandville (VS), 7 januari 1981) was een Nederlandse verzetsstrijder. Zij nam een centrale plaats in in het verzet van de regio Noord-Holland Noord van de Landelijke Organisatie voor Hulp aan Onderduikers.

## Levensloop
Bets Gootjes was de dochter van Cornelius den Hartigh en Immetje Glazekas. Zij groeide op in Heerhugowaard. Op 7 juni 1927 trouwde zij met Dirk Gootjes (tuinder) en kreeg met hem 9 kinderen. Zij waren actief lidmaat van de Gereformeerde kerkgemeenschap. Het huis -De Woelige Stal- dat zij betrokken, stond pal naast het station Heerhugowaard. Beiden waren actief in het verzet. Terwijl echtgenoot Dirk zich inspande voor de verspreiding van het illegale blad Trouw, was Bets, behalve moeder van een groot gezin, het trefpunt, hoofdkwartier en distributiepunt van alle informatie en goederen voor het verzet in de kop van Noord-Holland. In het huis hing een spreuk uit de bijbel aan de muur: Verberg onze vluchtelingen en verraad ze niet (Jesaja, 16:3b). In de geest van deze spreuk zette het hele gezin – inclusief de oudste kinderen- zich in voor het verzet.
Door de ligging van het huis en de gastvrijheid van haar bewoners, werd het huis vanaf het begin van de Tweede Wereldoorlog een opvangadres voor wie in Heerhugowaard arriveerde en hulp nodig had. Vanuit het huis werden de onderduikers vervolgens verspreid over andere adressen in de regio. Gedurende twee jaar bood het gezin onderdak aan een Joodse vrouw. Ook woonde er lange tijd een onderduiker -Hank- en vond Boudewijn van den Bergh (zie onder) tijdens razzia’s onderdak bij de familie. Het huis De Woelige Stal was verzamel- en verspreidpunt voor Vrij Nederland.
Het verzetsnetwerk waarin Bets participeerde bestond onder andere ook uit haar broers Paul den Hartigh, -waar Trouw gedrukt werd- en Kees den Hartigh, die bij de plaatselijke KP (gewapend verzet) zat.
Boudewijn (Bouwe) van den Bergh (20 sept. 1919 tot 20 nov. 2017), - districtleider Noord-Holland Noord van de Landelijke Organisatie voor Hulp aan Onderduikers, en geëerd met het verzetsherdenkingskruis - heeft zich de laatste jaren van zijn leven ingezet voor een eerbetoon aan Bets. Hij geeft in een interview in het Noordhollands Dagblad (30 april 2014) aan dat Bets een zeer centrale plaats innam het verzet van deze regio. Zij was volgens Van den Bergh ’de spin in het verzetsweb’ en heeft daarom een ’standbeeld verdiend’.
Een van de weinige verzetsdaden waarover concrete feiten zijn overgeleverd, beschrijft haar dochter Winnie Prins-Gootjes: In de Woelig Stal werd bekend dat er een razzia op komst was. Iedereen in het dorp die onderduikers in huis had, moest worden gewaarschuwd. Bets ging op weg naar de drogisterij -hij had een telefoon, maar was niet echt te vertrouwen- om daar de nodige telefoontjes te plegen. Zij maakte hem duidelijk dat als hij haar zou verklikken, dat nare gevolgen voor hem zou hebben.
In 1949 emigreerde Bets met het gezin naar de Verenigde Staten, Ohio. Later naar Grand Rapids, Michigan. De laatste jaren van haar leven was zij blind. Zij stierf op 7 januari 1981 in een verzorgingshuis in Grandville.